# برنارد اچ.وی.۱۲۰
برنارد اچ.وی. ۱۲۰ (به انگلیسی: Bernard_H.V.120) یک هواگرد ملخ‌پیشین تک‌موتوره از نوع هواپیمای آب‌نشین ساخت شرکت Société des Avions Bernard است. هواگرد برنارد اچ.وی. ۱۲۰ نخستین پروازش را در ۲۵ مارس ۱۹۳۰ میلادی انجام داد. در مجموع، تعداد ۲ فروند از این هواگرد ساخته شده‌است.